# As-Sabunijja
As-Sabunijja (arab. الصابونية) – miejscowość w Syrii, w muhafazie Hims. W 2004 roku liczyła 1290 mieszkańców.